# Enhydrosoma mangroviae
Enhydrosoma mangroviae är en kräftdjursart som beskrevs av Jakobi 1955. Enhydrosoma mangroviae ingår i släktet Enhydrosoma och familjen Cletodidae. Inga underarter finns listade i Catalogue of Life.